# Кузьмин (Приднестровье)
Кузьмин — село в Каменском районе непризнанной Приднестровской Молдавской Республики. Административный центр Кузьминского сельсовета, куда кроме села Кузьмин также входит село Войтовка.

## Известные уроженцы
- Ион Солтыс — герой Советского Союза